# 1881 a jogalkotásban
1881-ben az alábbi jogszabályokat alkották meg:

## Magyarország

### Törvények
- 1881. évi I. törvénycikk A bosznavölgyi vasutnak Zeniczától Szerajevóig való kiépitéséről
- 1881. évi II. törvénycikk A csendőrségi legénység állományának kiegészitéséről
- 1881. évi III. törvénycikk A közbiztonsági szolgálat szervezéséről
- 1881. évi IV. törvénycikk A czukor-, kávé- és sörfogyasztás megadóztatásáról
- 1881. évi V. törvénycikk A szegényjog kölcsönös biztositásáról Belgiumal 1880. évi julius 19-én kötött szerződés beczikkelyezése tárgyában
- 1881. évi VI. törvénycikk Az 1880. évi közösügyi költségek fedezése czéljából a magyar korona országai által pótlólag fizetendő összegről
- 1881. évi VII. törvénycikk A réz-váltópénz szaporitásáról
- 1881. évi VIII. törvénycikk A husz és 10 frankos, illetőleg 8 és 4 forintos aranypénz finomsági tartalmára nézve megengedett eltérés megszoritásáról
- 1881. évi IX. törvénycikk A Zágráb városában és környékén földrengés által megkárosodott házbirtokosoknak adandó kölcsönökről és adókedvezményekről
- 1881. évi X. törvénycikk Az 1881. évi államköltségvetésben mutatkozó hiány fedezéséről
- 1881. évi XI. törvénycikk Az 1880. évi VIII. törvénycikk 1. §-ának módositásáról
- 1881. évi XII. törvénycikk A gyógyithatlan közveszélyes elmebetegek elhelyezésére szánt ápolda felállitásáról
- 1881. évi XIII. törvénycikk Az áruforgalmi statisztikáról
- 1881. évi XIV. törvénycikk A kézi zálog-kölcsönügyletről
- 1881. évi XV. törvénycikk A Magyarország és Horvát-Szlavon-Dalmátországok közti közjogi kérdések rendezéséről szóló 1868:XXX. és 1873:XXXIV. törvénycikk némely határozmányainak módositásáról
- 1881. évi XVI. törvénycikk A Spanyolországgal 1880. évi junius 3-án kötött kereskedelmi és hajózási szerződésről
- 1881. évi XVII. törvénycikk Csődtörvény
- 1881. évi XVIII. törvénycikk A Németalfölddel 1880. évi november 24-én, a közönséges büntettesek kölcsönös kiadatása iránt kötött államszerződés beczikkelyezése tárgyában
- 1881. évi XIX. törvénycikk A Belgiummal 1881. évi január 12-én Bécsben, a közönséges büntettesek kölcsönös kiadatása iránt kötött államszerződés beczikkelyezése tárgyában
- 1881. évi XX. törvénycikk A budapesti tudomány-egyetemi orvoskari intézetek folytatólagos kiépitéséről
- 1881. évi XXI. törvénycikk A Budapest-fővárosi rendőrségről
- 1881. évi XXII. törvénycikk  A honvédelmi ministerium 1881. évi költségvetéséhez szükséges póthitelről
- 1881. évi XXIII. törvénycikk A közmunka- és közlekedési ministerium részére 1880. évre szükséges póthitel engedélyezéséről
- 1881. évi XXIV. törvénycikk Az 1880:XXXVIII. törvénycikk 3. §-ának módositásáról
- 1881. évi XXV. törvénycikk Az 1868:IX. tc. 9. §-ában érintett görög-keleti hitközségekben a templomok, az azokhoz tartozó egyházi vagy alapitványi javak és iskolák iránt felmerülő vitás kérdések elintézéséről
- 1881. évi XXVI. törvénycikk A bélyeg és illetékekre vonatkozó törvények és szabályok némely határozatainak módositásáról
- 1881. évi XXVII. törvénycikk  A játékkártyák bélyegilletékéről
- 1881. évi XXVIII. törvénycikk A magyar királyi ministerelnöki hivatal állandó elhelyezéséről
- 1881. évi XXIX. törvénycikk A Szeged szabad királyi város törvényhatóságába kiküldött királyi biztos kinevezéséről és hatásköréről szóló 1879. évi XX. törvénycikk érvényének meghosszabbitásáról
- 1881. évi XXX. törvénycikk A fővárosi közmunkák tanácsának, a Sugárut és a Nagy-körut létesitésére, az 1870. évi X. törvénycikk alapján felvett sorsolási kölcsönalapból adott előlegek kamatmentességéről
- 1881. évi XXXI. törvénycikk A közmunka- és közlekedési ministerium Szegeden lévő hivatalainak elhelyezésére szükséges épület emeléséről
- 1881. évi XXXII. törvénycikk  A 6 százalékos magyar aranyjáradék-kölcsönkötvények beváltásáról és ezen czélból 4 százalékos magyar aranyjáradék-kölcsönkötvények kibocsátásáról
- 1881. évi XXXIII. törvénycikk A közforgalom tárgyát képező értékpapirok birói megsemmisitéséről és elévüléséről
- 1881. évi XXXIV. törvénycikk A közvetlenül lerovandó illetékek kezeléséről
- 1881. évi XXXV. törvénycikk Az 1880. évi XX. törvénycikk 9. §-ában foglalt bélyegmentességi kedvezményeknek a magánosok adakozásaiból létesitett külön segélyalapra való kiterjesztéséről
- 1881. évi XXXVI. törvénycikk A Budapest főváros Duna-jobbparti részén a "Főherczeg Albrecht" és "Ilona"-utakon, valamint a "Csolnak"-utczában emelendő épitmények adómentességéről
- 1881. évi XXXVII. törvénycikk Szeged szabad királyi város országgyülési képviselő választókerületeinek uj beosztásáról és az ezzel kapcsolatos intézkedésekről
- 1881. évi XXXVIII. törvénycikk A kivándorlási ügynökségekről
- 1881. évi XXXIX. törvénycikk A műemlékek fentartásáról
- 1881. évi XL. törvénycikk A földadó szabályozásáról szóló 1875:VII. tc. némely intézkedéseinek módositása tárgyában
- 1881. évi XLI. törvénycikk A kisajátitásról
- 1881. évi XLII. törvénycikk Az 1875:VII. törvénycikk ármentesitett területekre vonatkozó rendelkezéseinek megváltoztatásáról
- 1881. évi XLIII. törvénycikk A szegedi pénzügyi hatósági épület emelésére szükséges költségek fedezéséről
- 1881. évi XLIV. törvénycikk A hazai iparnak adandó állami kedvezményekről
- 1881. évi XLV. törvénycikk A budapest-zimonyi vasutról és szárnyvonalairól
- 1881. évi XLVI. törvénycikk A budapest-pécsi I. rendü vasut kiépitéséről
- 1881. évi XLVII. törvénycikk Az arad-csanádi helyi érdekü vasut kiépitése tárgyában
- 1881. évi XLVIII. törvénycikk A szatmár-nagybányai helyi érdekü vasut kiépitése tárgyában
- 1881. évi XLIX. törvénycikk A feloszlott percsora-szegedi tiszai ármentesitő-társulat munkálataira engedélyezett kincstári előleg elengedéséről
- 1881. évi L. törvénycikk Az 1870:X. törvénycikk által elrendelt Duna-szabályozási munkák folytatásáról
- 1881. évi LI. törvénycikk A közmunka- és közlekedési magyar királyi ministerium részére, a folyó 1881. évre szükséges póthitel engedélyezéséről
- 1881. évi LII. törvénycikk A Tiszavölgy ármentesitése érdekében a kormány által teendő intézkedésekről
- 1881. évi LIII. törvénycikk A véderőhöz tartozókat mozgósitás esetére megillető bélyeg-, dij- és adómentességről
- 1881. évi LIV. törvénycikk A budapesti magyar nemzeti szinház házi-pénztárát terhelő adósságok törlesztéséről, s a nemzeti szinház épületén szükséges helyreállitások költségeiről
- 1881. évi LV. törvénycikk Az 1871:XXXIII. tc. 8. §-ának helyreigazitásáról
- 1881. évi LVI. törvénycikk  A Nagybritanniával 1880. évi november 26-án, az inséges tengerészek kölcsönös segélyezése iránt kötött egyezményről
- 1881. évi LVII. törvénycikk A német birodalommal való kereskedelmi és forgalmi viszonyoknak rendezéséről
- 1881. évi LVIII. törvénycikk A szegedi királyi törvényszék polgári és büntető osztálya továbbá ugyanott egy kerületi börtön és fogház számára emelendő épületek költségeinek fedezése tárgyában
- 1881. évi LIX. törvénycikk A polgári törvénykezési rendtartásról szóló 1868:LIV. törvénycikk módositása tárgyában
- 1881. évi LX. törvénycikk A végrehajtási eljárásról
- 1881. évi LXI. törvénycikk A vasutak és csatornák külön összpontositott telekkönyvezéséről szóló 1868. évi I. tc. módositása és kiegészitése tárgyában
- 1881. évi LXII. törvénycikk Az 1882. év első negyedében viselendő közterhekről és fedezendő államkiadásokról
- 1881. évi LXIII. törvénycikk Némely törvényhatóságok határának egyes községek és puszták átcsatolása által való kiigazitásáról, s az ezzel kapcsolatos intézkedésekről
- 1881. évi LXIV. törvénycikk Abauj és Torna megyék egyesitéséről
- 1881. évi LXV. törvénycikk Az 1880. évi LXIV. törvénycikkben adott felhatalmazás hatályának kiterjesztéséről
- 1881. évi LXVI. törvénycikk A törvények kihirdetéséről
- 1881. évi LXVII. törvénycikk A közös magyar-horvát törvények kihirdetéséről Horvát-Szlavonországokban szóló 1870:XII. tc. némely szakaszának módositásáról
- 1881. évi LXVIII. törvénycikk A német vámterülettel való kikészitési forgalomnak szabályozásáról
- 1881. évi LXIX. törvénycikk A fiumei kikötő II. számu rakpartján tervezett áruraktár épitésére felveendő kölcsönről
- 1881. évi LXX. törvénycikk A jelzálogkölcsönök átváltoztatásánál adandó bélyeg- és illetékkedvezményekről
- 1881. évi LXXI. törvénycikk A magyar királyi csendőrség nyugdij-igényeire nézve
- 1881. évi LXXII. törvénycikk A megyék 1882. évi közigazgatási-, árva- és gyámhatósági kiadásainak fedezéséről
- 1881. évi LXXIII. törvénycikk A nagykikinda-nagybecskereki helyi érdekü vasut kiépitése tárgyában